# Aeroflot
Всегда на высоте
Aeroflot — Compagnie aérienne russe (MICEX-RTS : AFLT) (en russe Аэрофлот — Российские Авиалинии) est la compagnie aérienne porte-drapeau de la Russie et la plus importante du pays. Elle opère depuis l'aéroport de Moscou-Cheremetievo. Créée le 9 février 1923, c'est l'une des plus anciennes compagnies aériennes au monde. Durant la période soviétique, Aeroflot était la plus grande compagnie aérienne du monde. Aujourd'hui, l'État russe possède 51 % de la compagnie qui était membre à part entière de l'alliance Skyteam depuis avril 2006. En février 2022, après l'invasion de l'Ukraine par les forces armées russes, la compagnie Aéroflot est exclue à compter du 1er avril 2022 de cette alliance internationale de 18 compagnies d'aviation commerciale.
La compagnie figure depuis le 1er avril 2022 sur la liste des compagnies aériennes interdites d'exploitation dans l'Union européenne.

## Historique

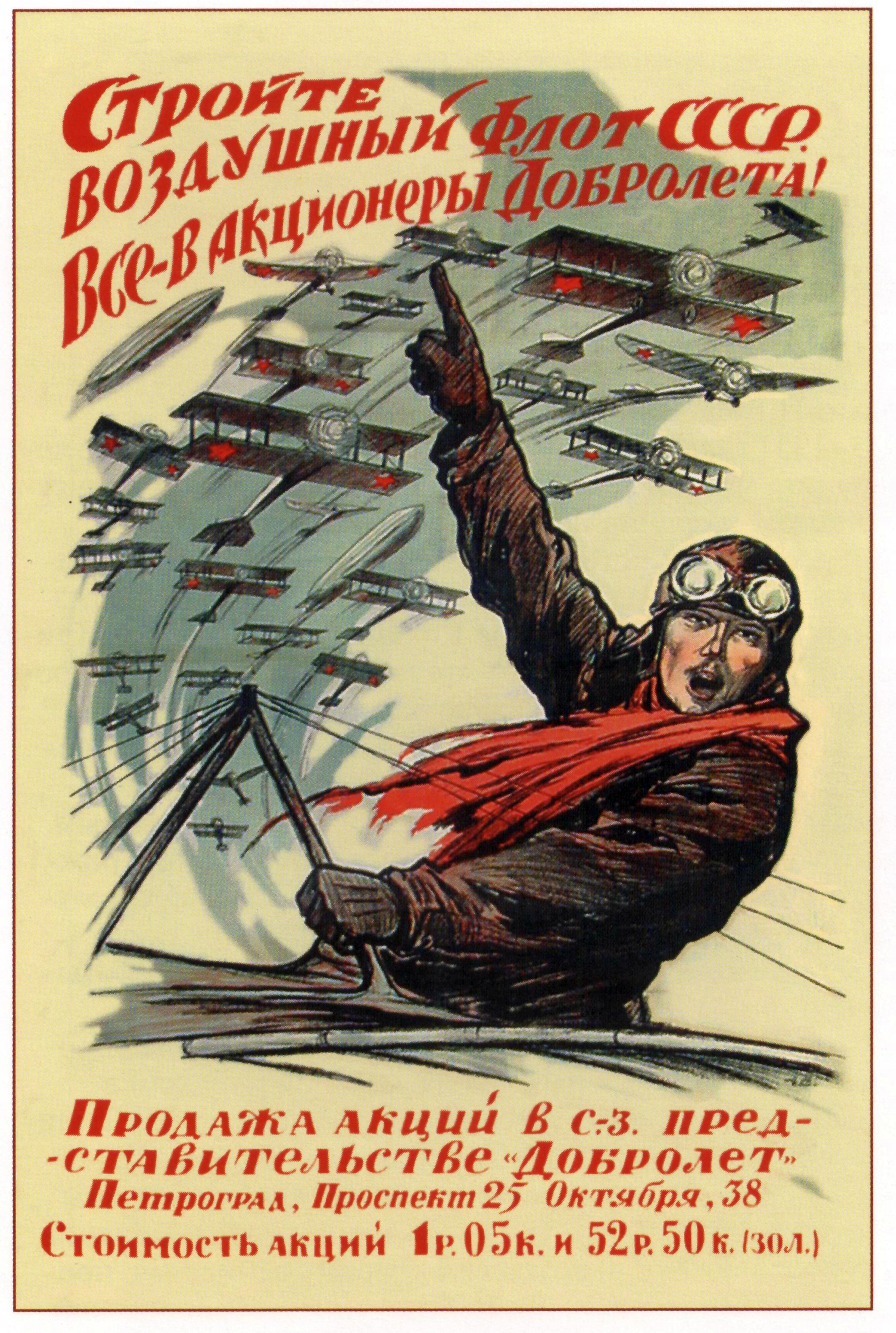
Affiche incitant à l'achat d'actions de Dobrolet (1923).

Peu de temps après la Première Guerre mondiale, en 1921, le gouvernement soviétique a adopté le décret relatif à « l'organisation du Conseil de l'aviation civile ».
Le 1er mai 1922, la première ligne aérienne internationale est ouverte Moscou-Königsberg-Berlin.
Le 15 juillet 1923, la première ligne intérieure régulière est ouverte entre Moscou et Nijni Novgorod.

### Des débuts dispersés
Aeroflot est le résultat de la fusion le 1er février 1932 des trois premières compagnies créées en URSS dans les années 1920 : Dobrolet (Russie), Ukrvozdoukhpout (Ukraine) et SakAvia (Caucase).
Le 8 mars 1923, une "association des amis de l'aviation" est créée et quelques jours plus tard se tient la séance constituante de la société russe de la flotte aérienne volontaire, Dobrolet (Bon vol!), créée pour les transports de passagers intérieurs et internationaux, les vols postaux et cargo. Toute la population est incitée à acheter des actions pour faire preuve de patriotisme. Il paraît que Lénine en aurait acheté 60 (à 1,05 rouble/pièce). Les deux autres compagnies sont créées la même année. Dobrolet acheta d'abord quinze Junkers F 13 et ouvrit la ligne Moscou-Nijni Novgorod le 16 juillet 1923. Dobrolet ne peut effectuer de vols à l'étranger[pourquoi ?] c'est donc la compagnie russo-allemande (semi-étatique/semi-privée) Deruluft qui assure la ligne Moscou-Königsberg-Berlin. En novembre 1930, Dobrolet reprit Ukrvozdoukhpout qui avait déjà absorbé SakAvia. L'association des amis de l'aviation chapeauta alors toute l'aviation soviétique, à l'exception de l'Aviation Polaire (intégrée seulement en 1960 à Aeroflot), et l'appellation Aeroflot fut adoptée en 1932.

### Une organisation intégrée

Le logo historique d'Aeroflot qui remonte aux années 1930 est toujours utilisé aujourd'hui.

En 1964, le Directoire de Aeroflot fut rebaptisé Ministère de l'Aviation Civile, assumant directement le contrôle des aérodromes civils, de la navigation aérienne, d'un hôpital, des écoles de pilotage (dont l'Académie de l'Aviation Civile de Leningrad), des instituts techniques de Moscou, Riga et Kiev, du centre d'essais en vol de Moscou-Sheremetyevo et du centre de formation d'Ulyanovsk formant les pilotes, techniciens et contrôleurs aériens des compagnies aériennes du Comecon.
Cette organisation sans équivalent dans le monde est divisée en 27 directions géographiques couvrant l'ensemble de l'URSS, une Direction du Transport de Moscou, la Direction de l'Aviation Civile des Régions Centrales (UGATsR) et une Direction Centrale des Communications Aériennes Internationales (TsUMVS).
En 1982, Aeroflot a transporté 108 millions de passagers sur un réseau desservant environ 3 600 aéroports et 93 pays, les vols internationaux (2,7 millions de passagers) étant assurés essentiellement au départ de Moscou avec des Iliouchine Il-62 et Tupolev Tu-154, mais aussi depuis Leningrad, Kiev, Tachkent et Khabarovsk. 3,1 millions de tonnes de fret et de poste ont également été transportés et 102 millions d'hectares de forêts ou surfaces agricoles ont été traités.
Bien qu'aucun chiffre officiel n'ait été publié à l'époque, on peut estimer qu'Aeroflot employait fin 1982 entre 400 et 500 000 personnes et disposait d'environ 170 Iliouchine Il-62/Il-62M, 400 Tupolev Tu-154, 400 Tupolev Tu-134, 500 Yakovlev Yak-40, 50 Iliouchine Il-86, et une quarantaine de Yak-42, 80 cargos Iliouchine Il-18T, 50 Iliouchine Il-76T/TD, 100 Antonov An-12, environ 700 Antonov An-24/An-26/Antonov An-30 et plus de 3 000 Antonov An-2. Probablement plus de 2 000 hélicoptères étaient également en service, essentiellement des Mil Mi-6, Mi-8, et Kamov Ka-26.
À cette époque les appareils d'Aeroflot portaient une livrée blanche soulignée de bleu avec un drapeau soviétique stylisé sur la queue.

### Depuis 1991
En 1991, Aeroflot est renommée Aeroflot – Russian International Airlines (ARIA). En 1992 elle est alors divisée en plusieurs compagnies régionales tandis que les liaisons internationales étaient toujours opérées par ARIA.
En 1994, l'état russe vend 49 % des parts qu'il possédait dans la compagnie à ses employés et en conserve 51 %.
En 2000, le nom est à nouveau changé pour Aeroflot - Russian Airlines. En 2003, la compagnie adopte une nouvelle livrée à base de gris, de bleu et de rouge. Un drapeau russe stylisé se trouve sur la queue des appareils.
Le 26 mars 2009, le conseil d'administration d'Aeroflot vote le remplacement de Valeri Okoulov, directeur général depuis 1994. Il est alors remplacé par Vitali Saveliev, directeur de la société financière russe Sistema depuis 2007. Contrairement à son prédécesseur, il n'a pas de lien particulier avec l'aviation (V. Okoulov était pilote de formation).
Le 27 février 2022, Aeroflot suspend tous ses vols vers l'Europe à la suite de l'invasion de l'Ukraine par la Russie. Le 3 mars 2022, Aeroflot transfère l'intégralité de ses appareils sous le pavillon des Bermudes. Le 5 mars 2022, la compagnie annonce la suspension de tous ses vols internationaux hors Biélorussie à partir du 8 mars,. En 2023, le chiffre d'affaires de la société s'élevait à près de 5 milliards d'euros.
Le 29 juillet 2025 la compagnie est victime d'une cyberattaque d'ampleur. Une vingtaine de To de données est récupérée,  la quasi totalité de son infrastructure numérique est détruite. Des dizaines de vols sont annulés, les passagers ne sont pas immédiatement redirigés ni remboursés.

## Alliance

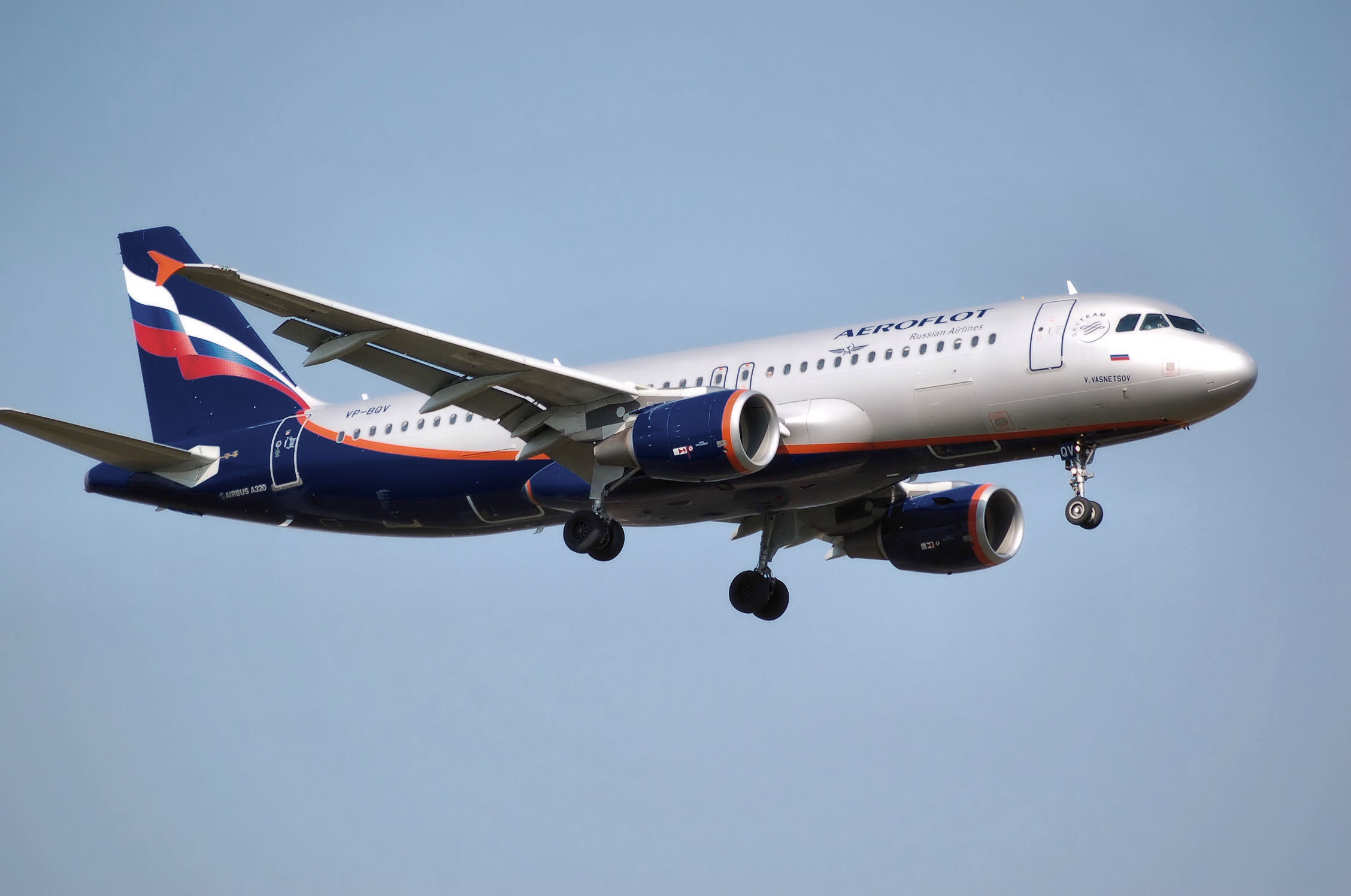
Airbus A320-200 dédié à l'illustrateur Youri Alexeïevitch Vasnetsov (1900-1972).

Aeroflot exprime en avril 2007 son souhait de devenir copropriétaire de la compagnie aérienne italienne Alitalia : cette nouvelle a été rendue publique par Unicredit, un des principaux groupes financiers d'Europe doté de 1 000 milliards de dollars d'actifs et associé de la compagnie aérienne russe dans le projet. Le directeur général d'Aeroflot, Valeri Okoulov, déclarait qu'un troisième partenaire pourrait rejoindre le tandem Aeroflot-Unicredit. Une source proche de la compagnie aérienne russe a confié qu'il s'agissait d'Air France.
Aeroflot intègre Skyteam en 2004, alliance regroupant un ensemble de compagnies à travers le monde. Le 27 avril 2022, la compagnie russe Aeroflot est suspendue de l'alliance à la suite de l'invasion de l'Ukraine par la Russie.

## Chiffres
En 2011, Aeroflot a transporté 14,1 millions de passagers à travers le monde, 20 millions si on prend en compte ses filiales.
En 2012, elle se trouve dans le top 5 des compagnies aériennes européennes en termes de modernité de la flotte.
Aeroflot a créé le projet « 100 by 100 », qui prévoit de transporter 100 millions de passagers dans tout le Groupe pour les 100 ans de la compagnie, en 2023.

## Destinations
Au mois d'octobre 2009, Aeroflot assure par elle-même des vols passagers et cargo à partir de Moscou (aéroport international Sheremetyevo) vers 49 pays du monde ou 97 destinations dont : 41 destinations européennes, 4 destinations américaines, 4 destinations en Afrique, 5 destinations au Moyen-Orient, 9 destinations en Asie, 6 destinations dans les anciens pays de l'Union soviétique et 28 destinations à travers la Russie.

## Flotte

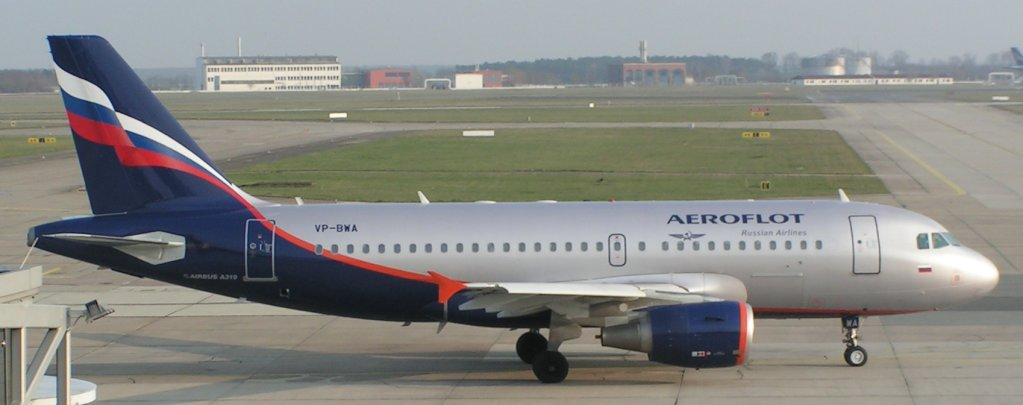
Airbus A319 de la compagnie Aeroflot à Berlin

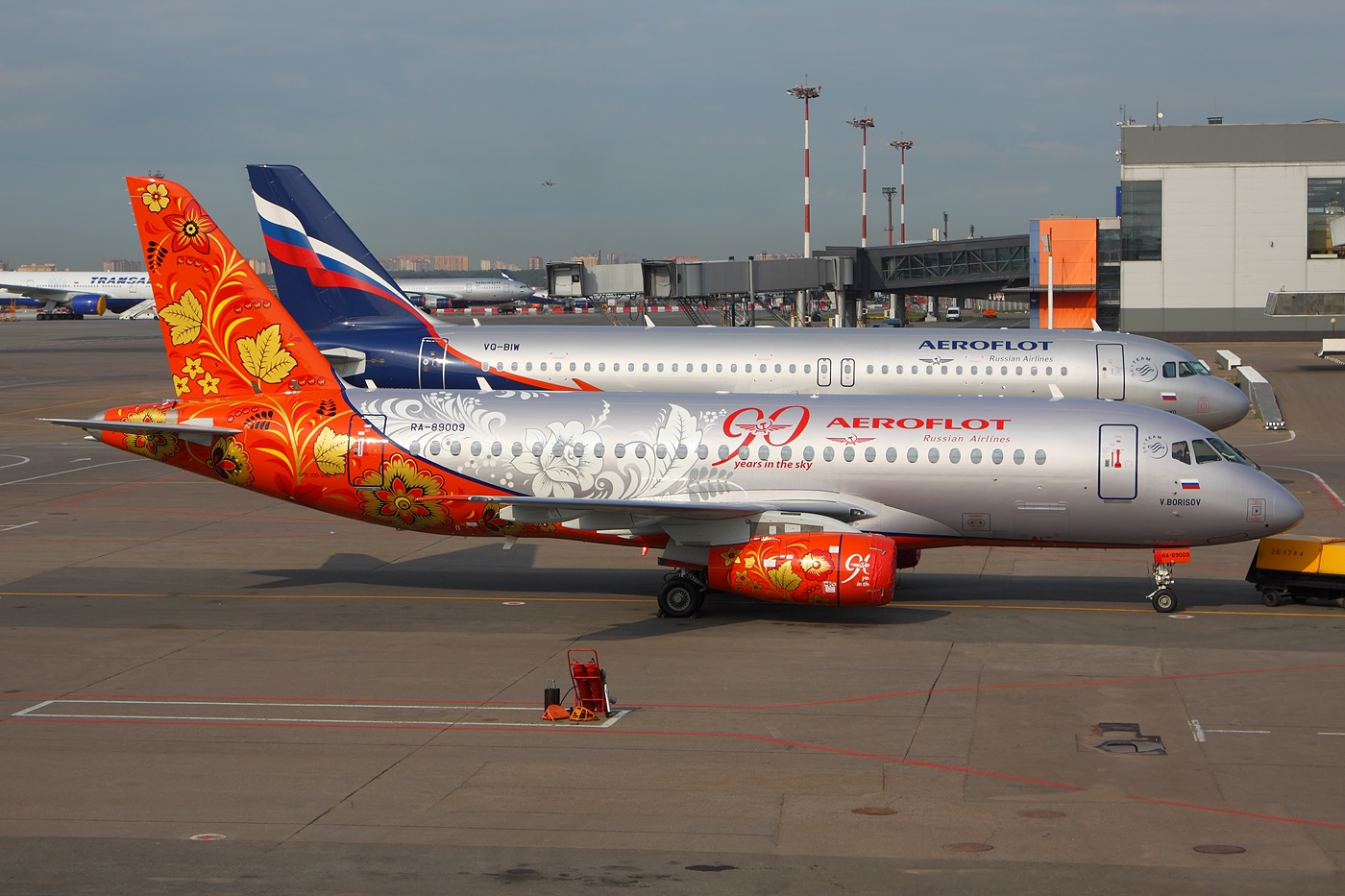
Un Soukhoi Superjet 100 dans une livrée spéciale

La compagnie exploite, en mars 2022, différents types d'avions d'origine russe, européenne et américaine,, :

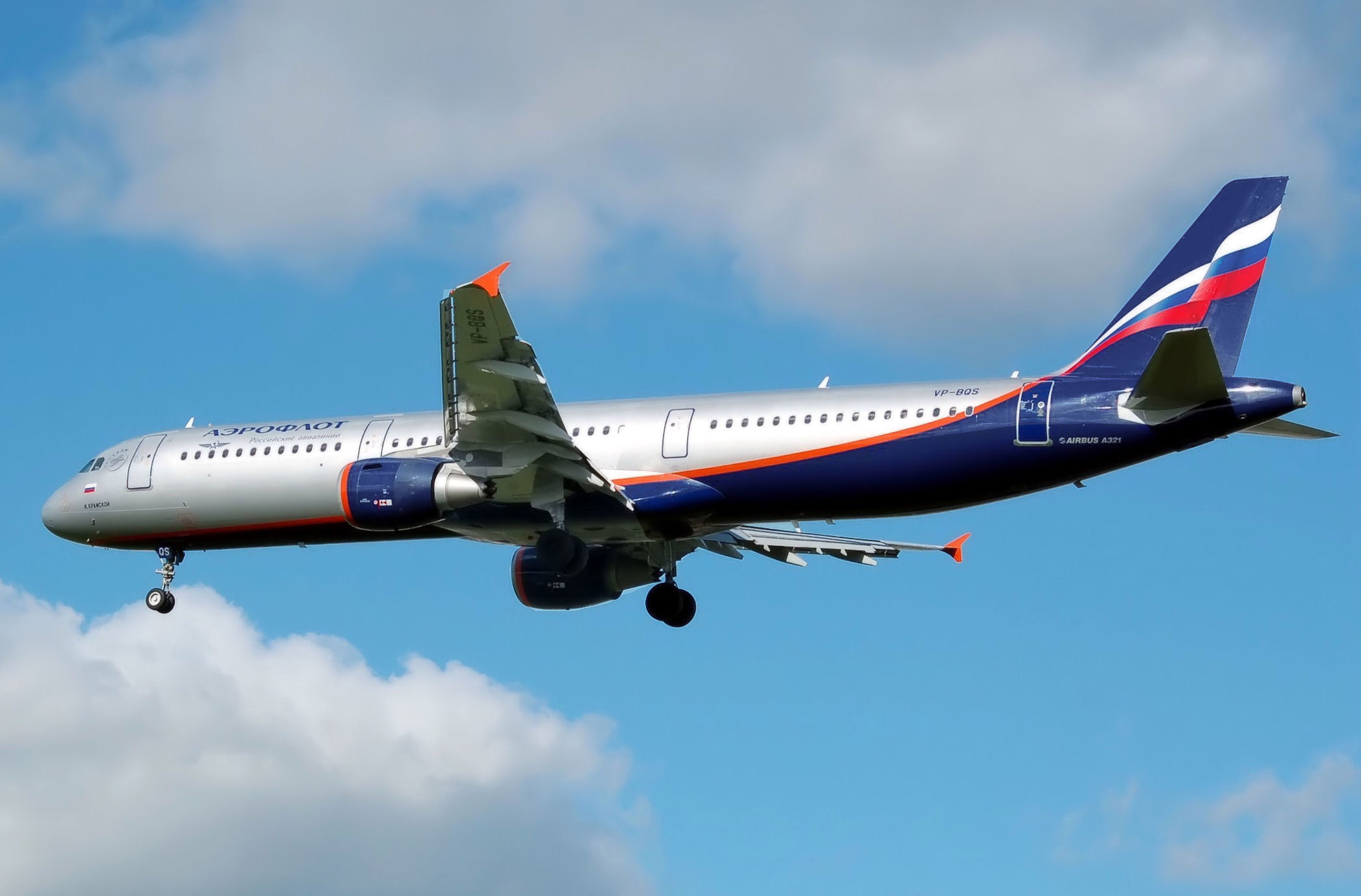
Airbus A321-200

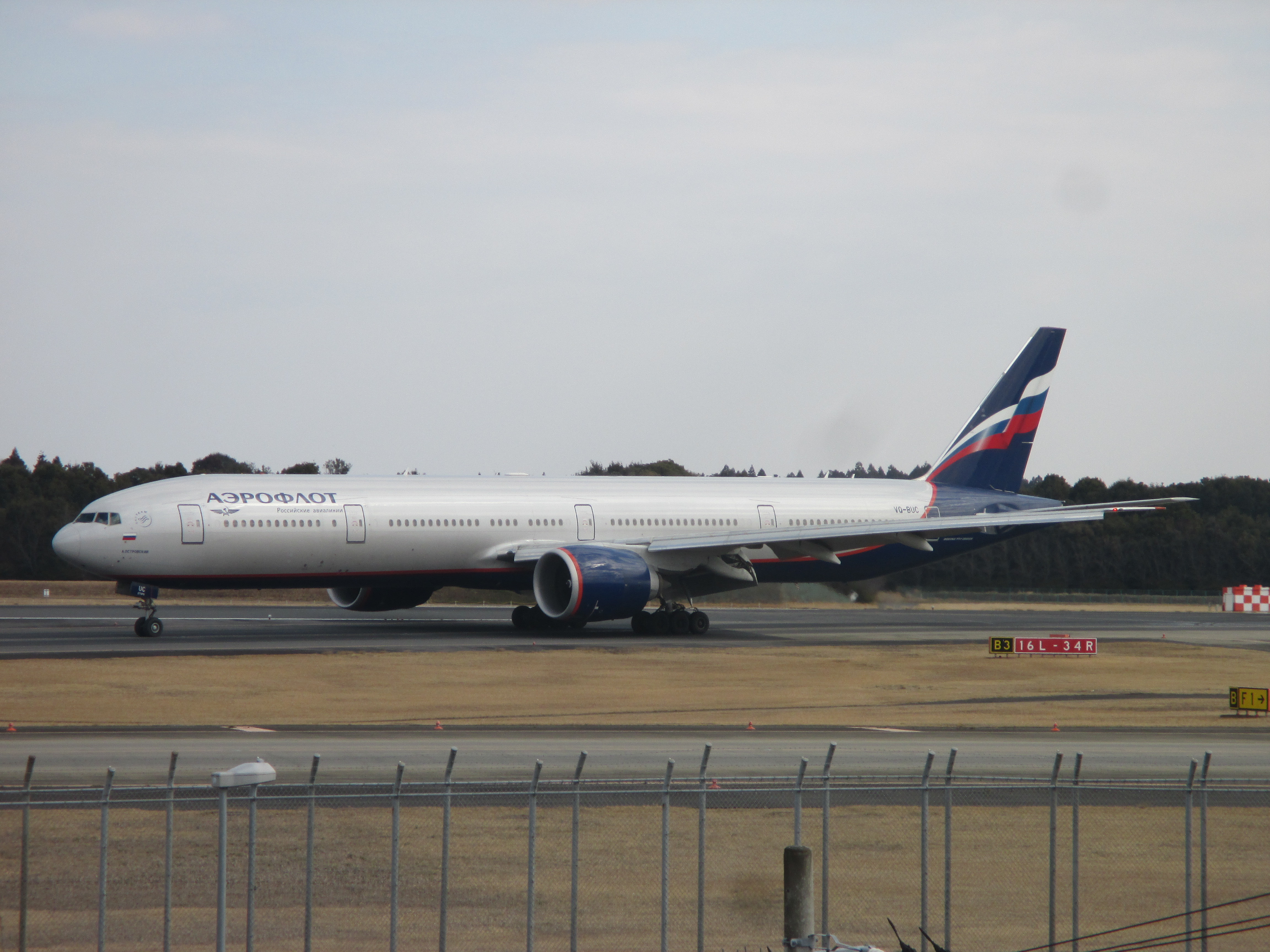
Boeing 777-300ER d'Aeroflot.

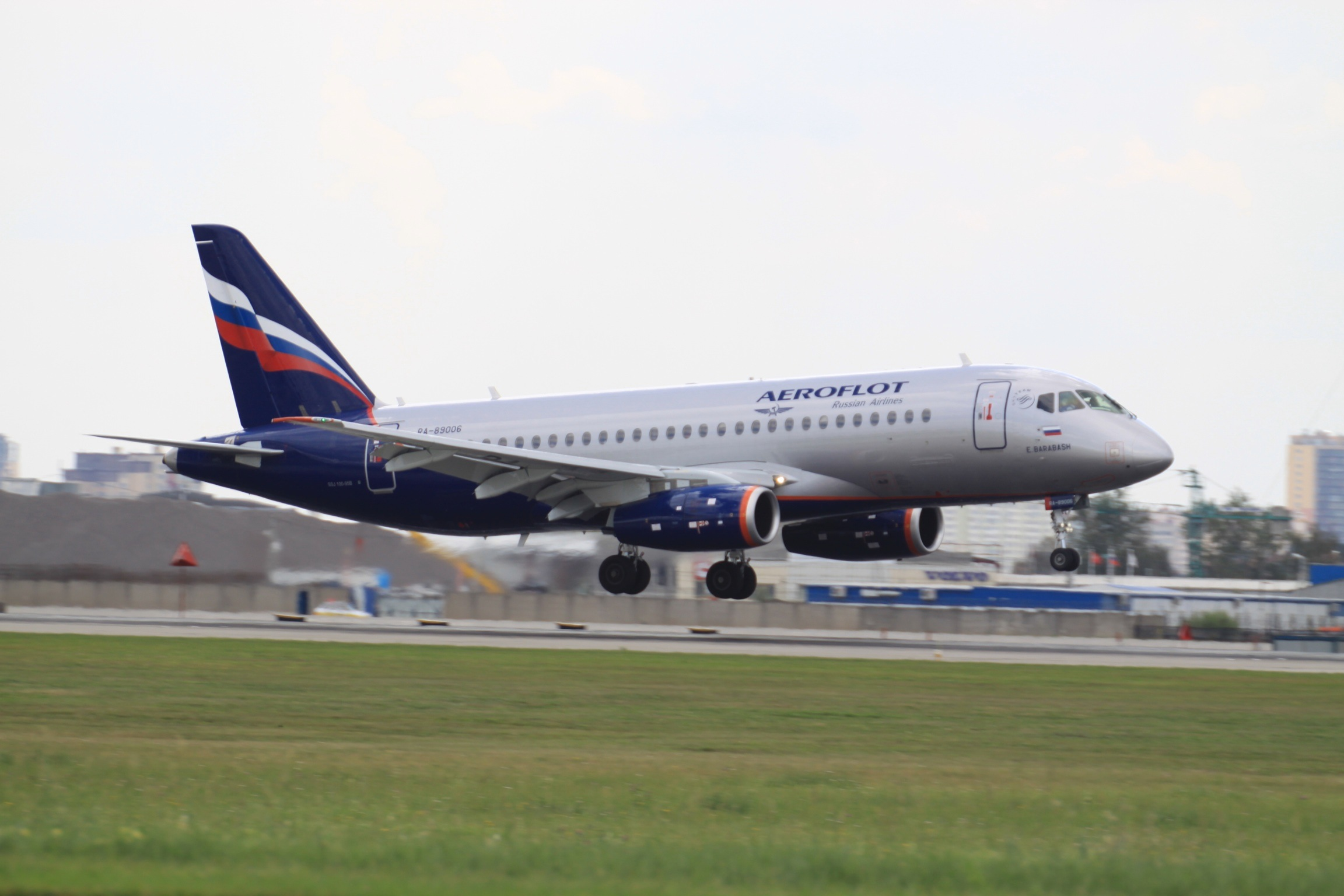
Sukhoi SSJ100 d'Aeroflot.

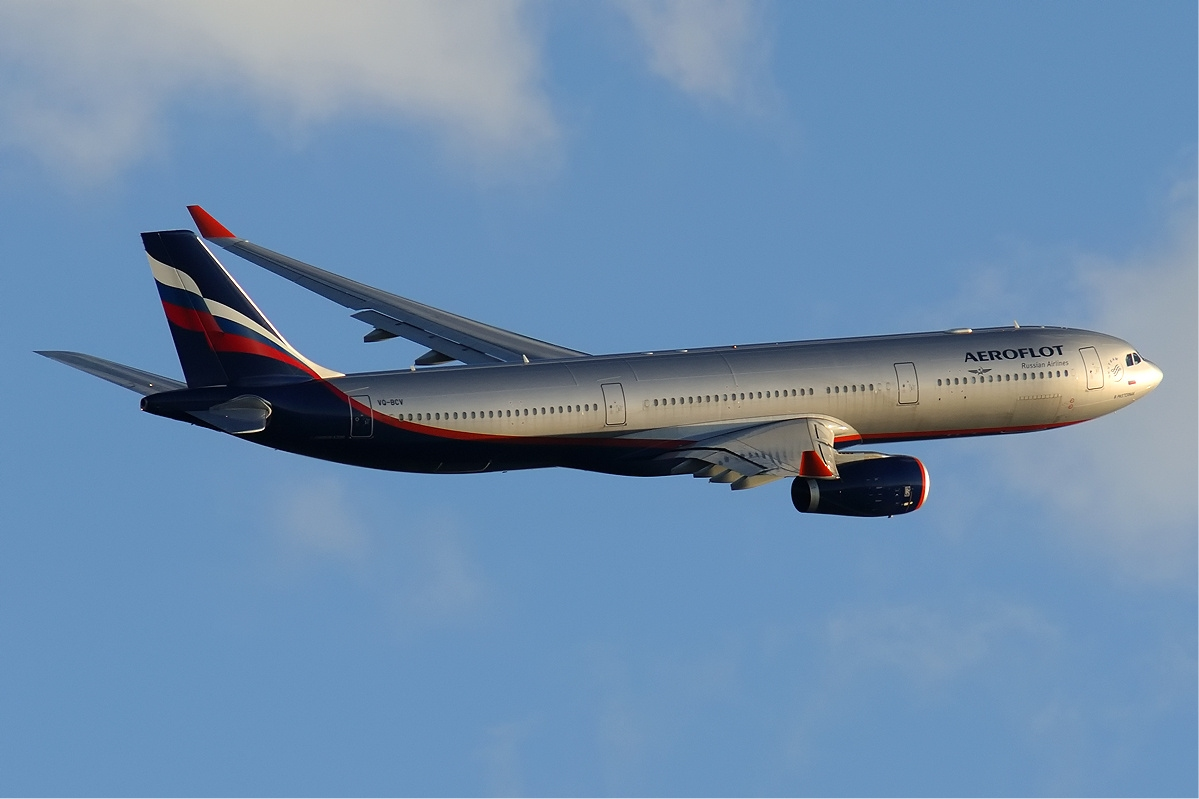
Airbus A330-300 de la compagnie.

Pour remplacer une partie de ses anciens appareils longs-courriers, la compagnie a choisi l'Airbus A350 pour moderniser sa flotte. La compagnie russe en a commandé 14 qui lui seront livrés à partir de 2019 ; tous des A350-900, les -800 étant finalement annulés par Aeroflot en décembre 2016, après l'annulation du projet A350-800 par Airbus quelques années auparavant,.
En 2005, Aeroflot a également commandé plusieurs Soukhoï Superjet 100. Les premiers lui ont été livrés en 2013. En 2018 la compagnie en commande 100 de plus.
Fin 2019 la compagnie annule sa commande de Boeing 787-8 et -9.
Début mars 2022, Aeroflot possède une flotte relativement jeune (6,3 ans d'âge en moyenne)[réf. nécessaire].

### Flotte historique

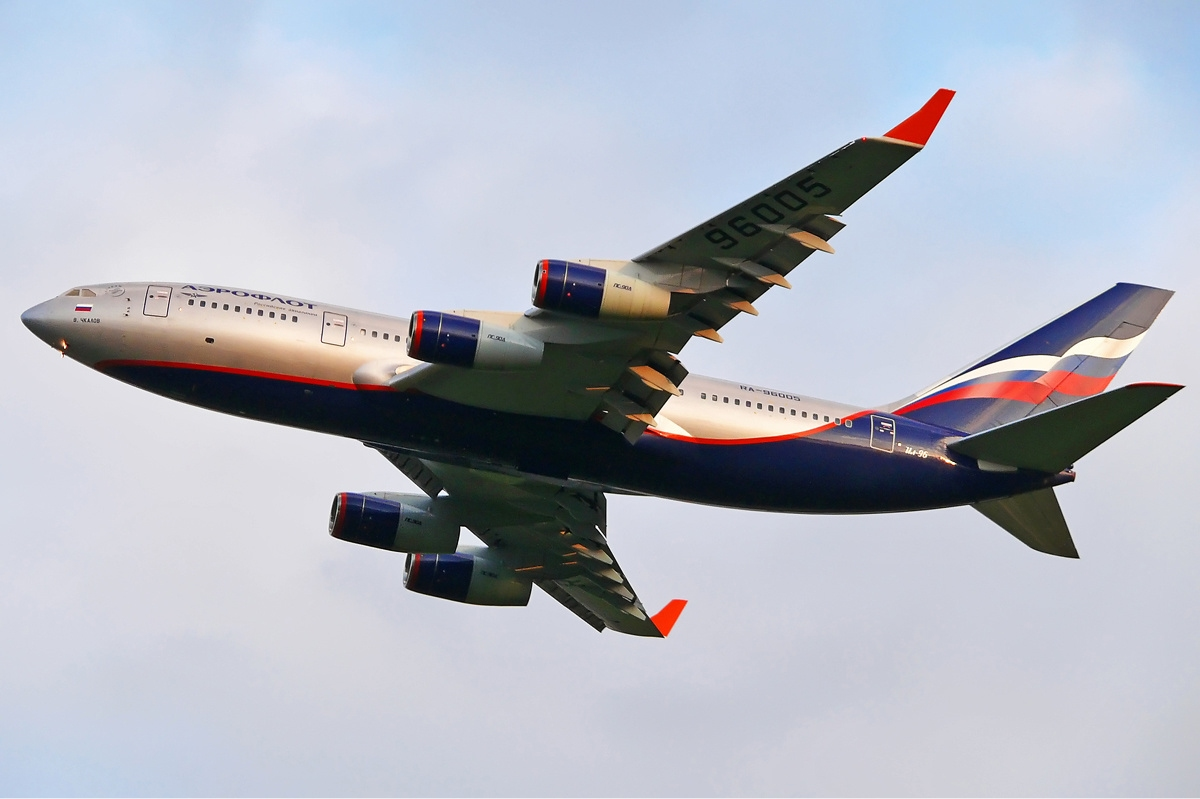
Un Aeroflot Iliouchine Il-96-300 quittant l'aéroport de Cheremetievo en 2008.

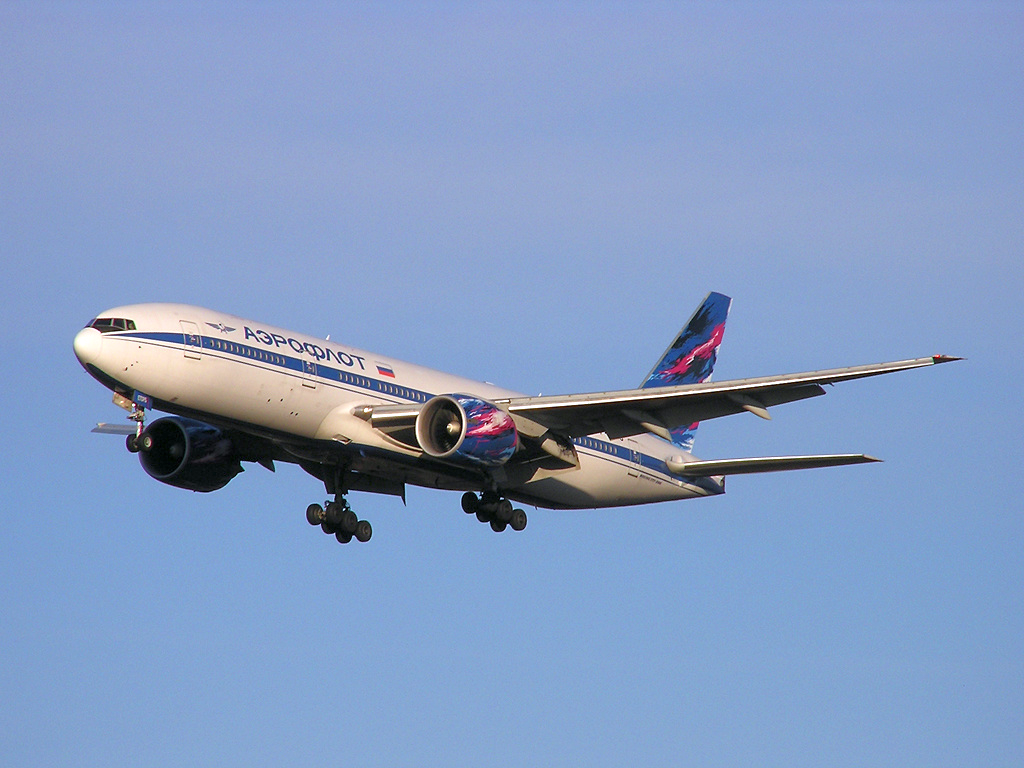
Un Aeroflot Boeing 777-200ER en approche à Cheremetievo en 2003

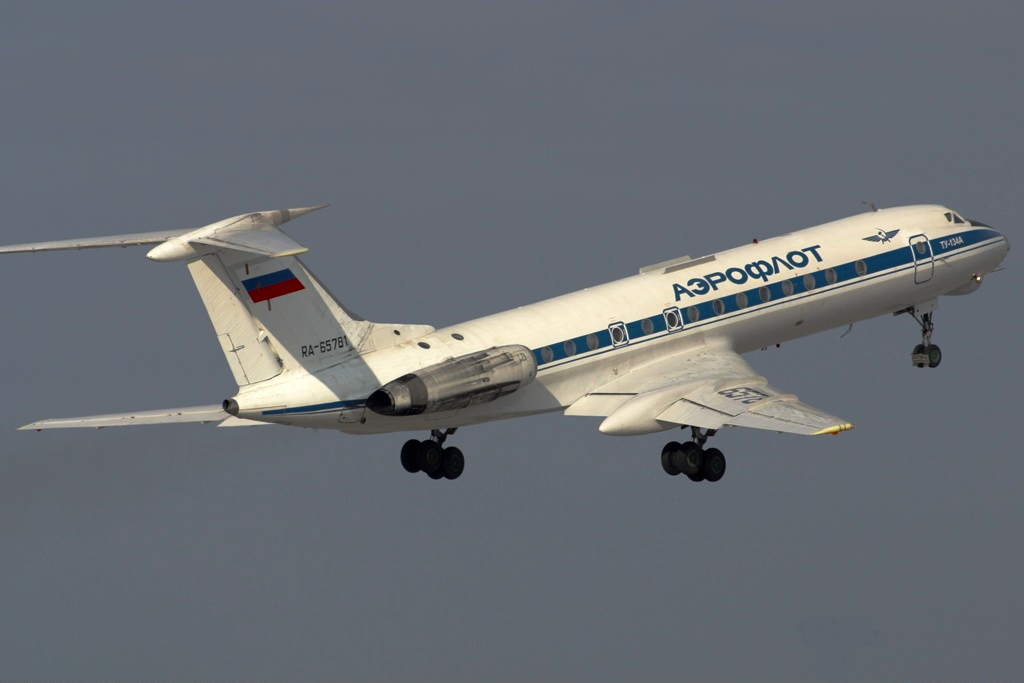
Un Aeroflot Tupolev Tu-134 à l'aéroport de Cheremetievo. (2003)

| Avion                    | Introduit | Retiré  | Notes       |
| ------------------------ | --------- | ------- | ----------- |
| Airbus A310              | 1992      | 2005    |             |
| Airbus A319,             | 2003      | 2016    |             |
| Airbus A320              | 2003      |         |             |
| Airbus A321              | 2004      |         |             |
| Airbus A330-200          | 2008      |         |             |
| Airbus A330-300          | 2009      |         |             |
| Airbus A350-900          | 2020      |         |             |
| Antonov An-2             | 1948      | Inconnu |             |
| Antonov An-10            | 1959      | 1973    |             |
| Antonov An-24            | 1962      | Inconnu |             |
| Antonov An-124           | 1980      | 2000    | Avion cargo |
| Boeing 737-300F          | 2008      | 2009    | Avion cargo |
| Boeing 737-400           | 1998      | 2004    |             |
| Boeing 737-800           | 2013      |         |             |
| Boeing 767-300ER         | 1994      | 2015    |             |
| Boeing 767-300ERF        | 1994      | 2014    | Avion cargo |
| Boeing 777-200ER         | 1998      | 2005    |             |
| Boeing 777-300ER         | 2013      |         |             |
| Iliouchine Il-12         | 1947      | 1970    |             |
| Iliouchine Il-14         | 1954      | Inconnu |             |
| Iliouchine Il-18         | 1958      | Inconnu |             |
| Iliouchine Il-62         | 1967      | 2002    |             |
| Iliouchine Il-76         | 1979      | 2004    | Avion cargo |
| Iliouchine Il-86         | 1980      | 2006    |             |
| Iliouchine Il-96         | 1993      | 2014    |             |
| McDonnell Douglas DC-10F | 1995      | 2009    | Avion cargo |
| McDonnell Douglas MD-11F | 2008      | 2013    | Avion cargo |
| Sukhoi Superjet 100      | 2011      |         |             |
| Tupolev Tu-104           | 1956      | 1979    |             |
| Tupolev Tu-114           | 1961      | 1976    |             |
| Tupolev Tu-124           | 1962      | 1980    |             |
| Tupolev Tu-134           | 1967      | 2007    |             |
| Tupolev Tu-144           | 1977      | 1978    |             |
| Tupolev Tu-154           | 1968      | 2009    |             |
| Tupolev Tu-204           | 1990      | 2005    |             |
| Yakovlev Yak-40          | 1966      | 1995    |             |
| Yakovlev Yak-42          | 1980      | 2000    |             |

### Histoire de la flotte
À l'époque soviétique, pratiquement tous les avions d'Aeroflot étaient produits en URSS. De ce fait, tous les aéronefs (et certains avions militaires) utilisés pour l'Union soviétique volaient sous les drapeaux d'Aeroflot. Aeroflot était donc la compagnie aérienne avec la plus grande flotte au monde, comprenant de nombreux types d'appareils.
Durant les années 1940 et début 1950, le Lissounov Li-2 était le principal appareil utilisé chez Aeroflot, une copie soviétique de l'avion monoplan américain DC-3. À partir de 1939, le Li-2 était fabriqué sous licence en URSS.

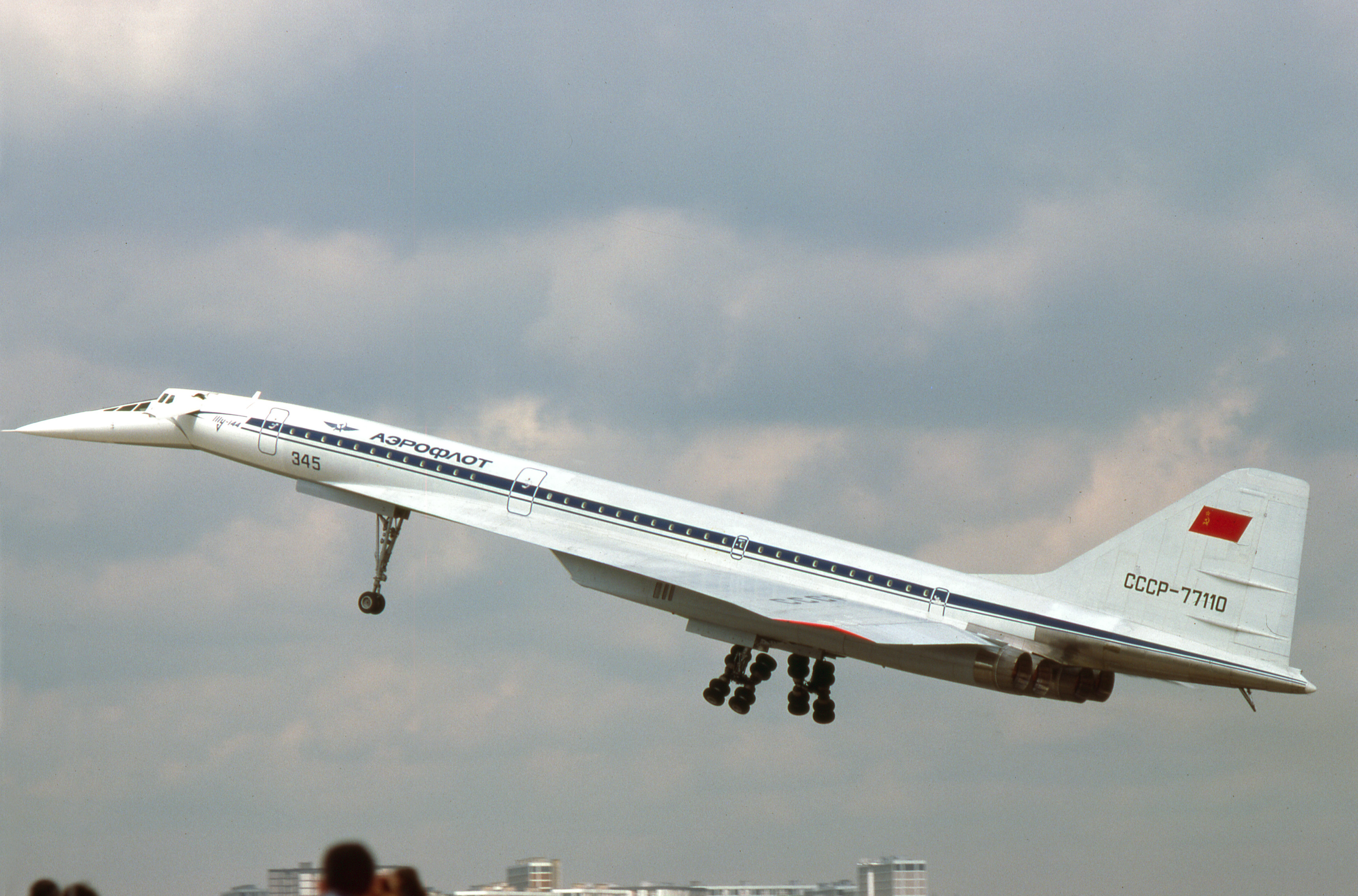
L'un des Tu-144 d'Aeroflot.

Aeroflot est également la seule compagnie à avoir exploité le transport supersonique Tupolev Tu-144, entre 1975 et 1978.

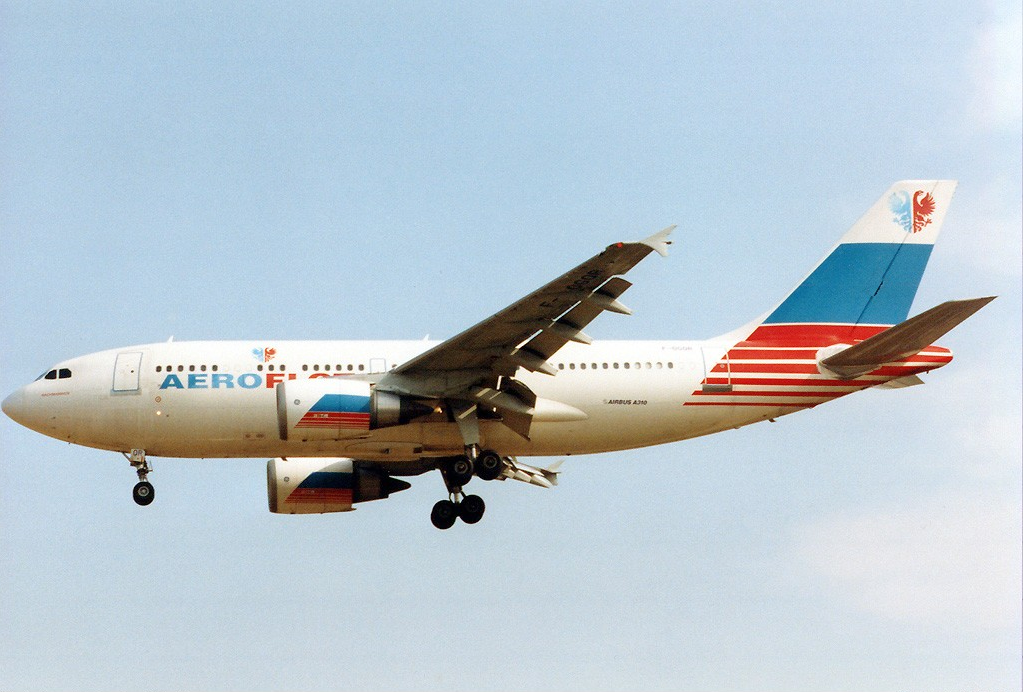
Airbus A310 d'Aeroflot.

L'Airbus A310, opéré entre 1992 et 2005 (à la suite de la dislocation de l'URSS) fut le premier appareil de la flotte qui n'était pas soviétique.

## Open Aeroflot
La compagnie finance l'open Aeroflot, le tournoi d'échecs le plus difficile au monde du système suisse.